# テキサス・チェーンソー
『テキサス・チェーンソー』（原題: The Texas Chainsaw Massacre）は2003年のアメリカのホラー映画。監督はマーカス・ニスペル、脚本はスコット・コーサーが務め、出演はジェシカ・ビール、ジョナサン・タッカー、エリカ・リーセン、マイク・ヴォーゲル。1974年に公開されたトビー・フーパー監督の『悪魔のいけにえ』をリメイクしたもので、悪魔のいけにえシリーズの第5作目にあたる。
2003年10月17日に米国で公開され、批評家からはほぼ否定的な評価を受けた。950万ドルの予算で1億700万ドルの興行収入を記録した。2006年には前日譚の『テキサス・チェーンソー ビギニング』が公開された。

## ストーリー
1973年8月18日、若者5人はテキサスの田舎道を車で走っていると、放心状態で歩く少女を見かけて車に乗せるが、少女は「その道に行きたくない」と銃で自殺してしまう。
警察を呼ぶために古びた洋館に立ち寄ったが、そこでこの世のものとは思えない恐怖を体験することとなる。

## キャスト
※括弧内は日本語吹替
- エリン - ジェシカ・ビール（本田貴子）
- ケンパー - エリック・バルフォー（咲野俊介）
- モーガン - ジョナサン・タッカー（坂詰貴之）
- ペッパー - エリカ・リーセン（落合るみ）
- アンディ - マイク・ヴォーゲル（置鮎龍太郎）
- レザーフェイス - アンドリュー・ブリニアースキー（声なし）
- ホイト保安官 - R・リー・アーメイ（大塚周夫）
- ジェダイア - デヴィッド・ドーフマン（佐藤ゆうこ）
- ルダ・メイ - マリエッタ・マリク（英語版）（京田尚子）
- モンティ老人 - テレンス・エヴァンス（英語版）（益富信孝）
- ヒッチハイカー - ローレン・ジャーマン
- ヘンリッタ - ヘザー・カフカ（英語版）
- ナレーター - ジョン・ラロケット（オリジナル版と同じ）（宗矢樹頼）

## スタッフ
- 原作、脚本：キム・ヘンケル、トビー・フーパー『悪魔のいけにえ』
- 監督：マーカス・ニスペル
- 製作：マイケル・ベイ、マイク・フレイス
- 製作総指揮：アンドリュー・フォーム、ブラッド・フラー、テッド・フィールド
- 脚本：スコット・コーサー
- 撮影：ダニエル・パール（オリジナル版『悪魔のいけにえ』で撮影を担当）
- 衣装：ボビー・マニックス
- 美術：グレゴリー・ブレア
- 特殊メイク：スコット・ストッダート
- 特殊効果コーディネーター：ロッキー・ゲール
- 編集：グレン・スキャントルベリー
- 音楽：スティーヴ・ジャブロンスキー